# Brusselse dubbelgelede PCC-car
De Brusselse dubbelgelede PCC-car, ook bekend als de 7900-reeks, is een serie van 61 dubbelgelede trams met de techniek van de PCC-car. Zij zijn gebouwd in de jaren 1977-78 door La Brugeoise te Brugge (thans een onderdeel van Bombardier) en ACEC te Charleroi (thans een onderdeel van Alstom) voor de Maatschappij voor het Intercommunaal Vervoer te Brussel (MIVB).
Zij werden aangeschaft vanwege het grote vervoer op de premetrolijnen. De trams werden ingezet op de drukste lijnen van het Brusselse tramnet, maar inmiddels is hun rol beperkter door de komst van nieuwe lagevloertrams.

## Uitvoering
De dubbelgelede trams lijken op de enkelgelede PCC-cars van de 7700-reeks, echter met een deurloze middenbak. Met hun twee PCC-acceleratoren verbruiken zij verhoudingsgewijs veel elektrische stroom. Plannen om een zuiniger stroomverbruik te bereiken door het aanbrengen van choppers in de elektrische installatie zijn niet uitgevoerd.
Zowel door reizigers als bestuurders worden deze trams, binnen hun tijdsgeest, sterk geapprecieerd: reizigers waarderen onder meer de vele beenruimte en de efficiënte verwarming in de winter, bestuurders waarderen de goede acceleratie (onder meer door de twee bovengenoemde acceleratoren) en betrouwbaarheid.

## Inzet
De trams van de serie 7900 worden ingezet op lijnen 51 en 81, en bij uitzondering ook op lijn 97.
In een later stadium zijn ze voorzien voor de lijnen 39 en 44

## Afbeeldingen

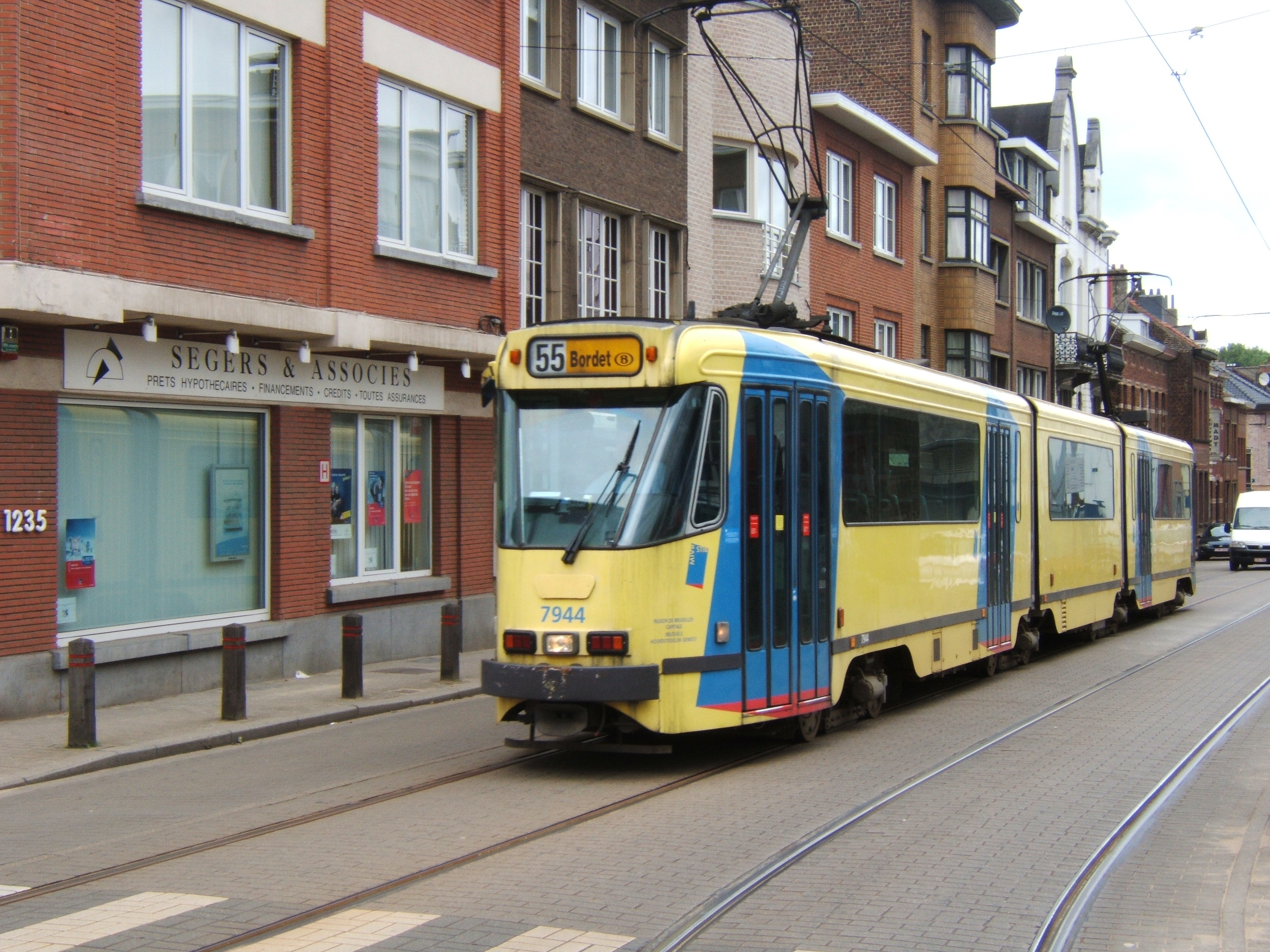
Vanaf de jaren 90 kregen de trams de geel-blauwe MIVB-kleurstelling